# Hampadevanahalli, Hospet
Hampadevanahalli là một làng thuộc tehsil Hospet, huyện Bellary, bang Karnataka, Ấn Độ.